# Scott Weinger
Scott Eric Weinger (New York, 5 ottobre 1975) è un attore e doppiatore statunitense.

## Biografia
Nato a New York il 5 ottobre 1975, figlio di un'insegnante e di un ortopedico, è il più grande di quattro fratelli. Ex-fidanzato dell'attrice Kellie Martin, dal 2008 è sposato con la sceneggiatrice Rina Mimoun, da cui ha avuto un figlio, Mischa, nato nel 2009.

## Filmografia

### Cinema
- Scuola di polizia 5 - Destinazione Miami (Police Academy 5: Assignment Miami Beach), regia di Alan Myerson (1988)

### Televisione
- Una famiglia come le altre (Life Goes On) – serie TV, episodi 1x02 e 1x12 (1989-1990)
- Gli acchiappamostri (Eerie, Indiana) – serie TV, episodio 1x03 (1991)
- Gli amici di papà (Full House) – serie TV, 50 episodi (1991-1995)
- Where in the World Is Carmen Sandiego? – game show, episodio 3x11 (1993)
- Walker Texas Ranger – serie TV, episodio 8x11 (1999)
- Le cose che amo di te (What I Like About You) – serie TV, 4 episodi (2006)
- Scrubs - Medici ai primi ferri (Scrubs) – serie TV, episodio 6x03 (2006)
- Mistresses - Amanti (Mistresses) – serie TV, episodio 1x13 (2013)
- Vicini del terzo tipo (The Neighbors) – serie TV, episodio 2x22 (2014)
- Le amiche di mamma (Fuller House) – serie TV, 53 episodi (2016-2020)

### Doppiaggio
- Aladdin in Aladdin, Il ritorno di Jafar, Aladdin e il re dei ladri, Topolino & i cattivi Disney, Aladdin: La serie, Hercules: La serie, House of Mouse - Il Topoclub, Aladdin: La vendetta di Nasira, Kingdom Hearts, Kingdom Hearts II, Kingdom Hearts HD 1.5 Remix, Kingdom Hearts HD 2.5 Remix, Disney Infinity 2.0: Marvel Super Heroes
- Atlas in Metropolis

## Doppiatori italiani
Nelle versioni in italiano dei suoi film, Scott Weinger è stato doppiato da:
- Luca Sandri in Gli amici di papà
- Alberto Bognanni in Le amiche di mamma
- Oliviero Dinelli in Scrubs - Medici ai primi ferri
- Francesco Pezzulli in Walker Texas Ranger

Da doppiatore è stato sostituito da:
- Massimiliano Alto in Aladdin, Il ritorno di Jafar, Aladdin e il re dei ladri, Topolino & i cattivi Disney, Aladdin: La serie, Hercules: La serie, House of Mouse - Il Topoclub, Aladdin: La vendetta di Nasira
- Vittorio De Angelis in Metropolis